# Idjon Djanbi
Mochammad Idjon Djanbi (né à Boskoop (Pays-Bas) le 13 mai 1914 - mort le 1er avril 1977), de son vrai nom Rokus Bernardus Visser, était un ancien membre du Korps Speciale Troepen (corps des troupes spéciales) de la KNIL et le premier commandant du Kopassus, le corps des troupes spéciales de l'armée de terre indonésienne. 

## Biographie
Rokus était le troisième enfant d'un prospère cultivateur de tulipes. Après avoir terminé ses études supérieures, il assiste son père, qui était devenu marchand d'ampoules à Londres. Lorsque les troupes allemandes envahissent les Pays-Bas lors de la Seconde guerre mondiale, la famille ne peut retourner au pays. Le jeune Visser s'engage dans l'armée néerlandaise, dont le commandement s'était réfugié au Royaume-Uni. Il est nommé chauffeur de la reine Wilhelmine. Au bout d'un an, il démissionne et se fait engager comme opérateur radio au 2e bataillon néerlandais. Son baptême du feu a lieu avec l'opération Market Garden de septembre 1944, lorsque son bataillon est intégré à la 82e division aéroportée américaine. Visser et ses camarades américains son parachutés par planeur dans une région où de nombreuses troupes allemandes sont concentrées. Deux mois plus tard, l'unité de Visser fait partie des troupes alliées qui effectuent un débarquement à Walcheren dans le sud des Pays-Bas. 
Visser est admis dans une école d'officiers. Puis il est envoyé dans une école de parachutiste en Inde dans le but d'être envoyé dans les Indes néerlandaises, alors sous occupation japonaise. Le Japon capitule le 15 août 1945, avant que l'unité de Visser n'ait pu être envoyée aux Indes néerlandaises. L'Indonésie proclame son indépendance le 17 août. Les Pays-Bas, de leur côté, entendent récupérer leur ancienne colonie. Commence une période de affrontement militaire, politique et diplomatique entre les Pays-Bas et la jeune république. Les autorités militaires néerlandaises qui se trouvent alors en Inde décident d'y former une School voor Opleiding van Parachutisten ("école pour la formation de parachutistes"). Ces parachutistes sont envoyés à Jakarta en 1946. Visser, promu au grade de lieutenant, les commande. Il a pour mission de déménager l'école en Nouvelle-Guinée occidentale, alors colonie néerlandaise. Il s'installe dans un ancien hôpital militaire américain construit par les troupes commandées par Douglas MacArthur. Visser retourne aux Pays-Bas, où son épouse anglaise était restée avec ses quatre enfants. Il lui propose de repartir en Indonésie. Elle refuse, et ils divorcent. Visser y retourne en 1947. L'école a de nouveau été déménagée à Cimahi près de Bandung. Visser est promu capitaine.
Le conflit entre l'Indonésie et les Pays-Bas prend fin en 1949. Visser décide de rester en Indonésie comme civil. Il s'installe à Bandung comme horticulteur. Il se convertit à l'islam, prenant le nom de Mochammad Idjon Djanbi, et épouse sa compagne sundanaise.
Idjon Djanbi, qui a pris la nationalité indonésienne, s'engage dans l'armée de terre indonésienne, où il reçoit le grade de commandant au sein de la division Siliwangi, basée à Bandung. En 1952, Siliwangi forme une unité de commandos dont il est nommé commandant. L'unité est finalement placée directement sous le commandement de l'état-major de l'armée de terre et est rebaptisée en 1953 Kesatuan Komando Angkatan Darat (« unité de commandos de l'armée de terre ») ou KKAD. En 1955, l'unité est rebaptisée Resimen Pasukan Komando Angkatan Darat (« régiment des troupes de commandos de l'armée de terre ») ou RPKAD. Idjon Djanbi la convertit en unité de parachutistes. 
En 1956, l'Indonésie nationalise les entreprises néerlandaises. Idjon Djanbi, qui a démissionné de l'armée, est nommé à la tête d'une plantation nationalisée. En 1969, bien qu'il ait quitté l'armée, il est promu au rang de lieutenant-colonel.